# For Adults Only
| Recensione | Giudizio |
| ---------- | -------- |
| Allmusic   |          |

For Adults Only è un album discografico dal vivo dell'attore comico statunitense Bill Cosby, pubblicato nel 1971 dalla MCA Records.

## Il disco
Lo spettacolo di stand-up comedy di Cosby venne registrato presso l'International Hotel (ora Westgate Las Vegas Resort & Casino). Il titolo For Adults Only era già stato utilizzato in precedenza per un LP di Pearl Bailey nel 1959 (Roulette R–25016).

## Tracce
1. Las Vegas/Mirror Over My Bed – 3:01
2. Why Beat on Your Wife – 4:33
3. Bill Cosby Fights Back – 7:29
4. Be Good to Your Wives – 5:38
5. Masculinity at Its Finest – 9:28
6. The Cost of an Egg – 3:02
7. Bill’s Two Daughters – 7:24
8. Wallie, Wallie – 3:45

- Stampe successive hanno la prima traccia divisa in due parti:

1. Las Vegas – 1:11
2. Mirror Over My Bed – 2:00